# جيمي ميرفي
جايمس «جيمي» باتريك ميرفي (بالإنجليزية: Jimmy Murphy)‏، من مواليد 8 أغسطس 1910 في غلامورغان، وتوفي في 14 نوفمبر 1989 في مانشستر، لاعب كرة قدم ويلزي سابق، ومدرب كرة قدم ويلزي سابق.
و قد لعب مع نادي مانشستر يونايتد ونادي وست برومتش ألبيون.
و قد درب نادي مانشستر يونايتد منذ فبراير 1958 وحتى يونيو 1958 بعد حادثة ميونخ لمانشستر يونايتد واصابة المدرب مات بزبي، وكذلك درب منتخب ويلز لكرة القدم في عام 1958 في كأس العالم لكرة القدم 1958.

## روابط خارجية
- جيمي ميرفي على موقع قاعدة بيانات كرة القدم.إي يو (الإنجليزية)
- جيمي ميرفي على موقع ناشيونال فوتبول تيمز (الإنجليزية)